# 求刑
求刑（きゅうけい）とは、刑事裁判の手続のうち、検察官が事実や適用される法律についての意見を述べる論告に際し、検察官が相当と考える刑罰の適用を裁判所に求めること。

## 概要
刑事訴訟法293条1項は、証拠調べが終わった後、検察官は「事実及び法律の適用について意見を陳述しなければならない」としており、この意見を論告という。
求刑は、検察官による法律の適用に関する意見の一部として行われるものと理解されているが、法律上必ず行われなければならないとまでは考えられていない。もっとも、実務上は検察官は必ず求刑を行う。ただし、公判中に被告人の無実が明らかになった場合や、心神耗弱・心神喪失の疑いが生じた場合、求刑を放棄して裁判所にしかるべく判断を求めることもある（「無罪」を求刑した例もある）。「論告」という言葉に求刑も含意している場合もあるが、「論告・求刑」と並べて呼ぶことも多い。
論告の最後に「以上諸般の事情を考慮し、相当法条適用の上、被告人を懲役X年に処するを相当と思料する。」などの形式で述べられることが多い。裁判員裁判が始まったこともあり、最近は「被告を懲役X年に処するのが相当であると考えます。」のように、平易な言葉遣いで述べられることもある。マスメディアはこの部分を取り上げて、「○○被告に懲役X年を求刑」などと報道している。

## 効果
検察が起訴した公訴事実に対する法の適用は裁判所の専権であるため、裁判所は、あくまで検察官の意見に過ぎない検察官の求刑には、何ら拘束されない。したがって、実際に下された判決で検察官の求刑よりも重い刑が科されたとしても当然ながら違法ではない。判例でも「裁判所は検察官の求刑に拘束されない」とある。
ただし無期懲役以下の求刑に対して求刑超えの死刑判決は1957年を最後に出ていない。
量刑相場では実刑判決の場合は求刑の7掛け、8掛けが判決の目安とされているが、執行猶予判決の場合は求刑をそのまま容れた上で執行猶予を付す場合が多い。
なお、論告で執行猶予が求められることは実務上ほとんどない。
検察も、求刑に際しては過去の裁判例などから相場を検証し、さらに判決に際しては前記した7掛け、8掛けが行われることを前提に求刑を定めている。そのため、実際に求刑を超える判決が出ることは僅かである。ただし、一般市民の参加する裁判員裁判では求刑を超える判決が比較的多いとされる。
主刑について求刑の5割以下の判決のされた場合には検察庁における控訴審議の対象となることから、事実上、公訴事実のとおりの認定があった場合の量刑の最下限を画する効果がある。

## 求刑超え判決の例
- 1996年11月 - 交通死亡事故で京都地方裁判所の懲役3年実刑判決（求刑懲役2年6か月）
- 2001年2月27日 - 山陽道死亡事故で大阪地方裁判所の懲役1年10か月実刑（求刑禁固1年6か月）
- 2005年9月9日 - JR阪和線置石事件で大阪地裁の懲役3年実刑判決（求刑懲役2年）
- 2007年7月27日 - ペッパーランチ事件で大阪地裁の懲役12年判決（求刑懲役10年）
- 2007年10月2日 - 外山恒一道路交通法違反事件で鹿児島地方裁判所の罰金12万円判決（求刑罰金1万5000円）
- 2010年5月19日 - さいたま市強制わいせつ致傷事件でさいたま地方裁判所の懲役8年（求刑懲役7年）
- 2010年7月14日 - 暴力団員による殺人事件の共犯少年の裁判員裁判でさいたま地方裁判所の懲役10年の定期刑（求刑懲役5年以上10年以下の不定期刑）
- 2010年9月14日 - 秦野市模型店主殺害事件の裁判員裁判で横浜地方裁判所の懲役20年（求刑懲役18年）
- 2011年4月28日 - 大阪府警警部補脅迫事件で大阪地裁の罰金30万円（求刑罰金20万円）
- 2012年1月27日 - 岩手県雫石町の立てこもり事件で盛岡地裁の懲役14年（求刑懲役13年）
- 2012年3月21日 - 寝屋川1歳女児虐待死事件の大阪地裁裁判員裁判で、傷害致死罪に問われた両親に対し、凄惨な暴行や児童虐待の社会問題化を重視して、求刑の1.5倍の懲役15年判決（求刑懲役10年）。控訴審も両親の控訴を棄却。2014年7月14日、最高裁は一・二審判決を破棄し、父親に懲役10年、母親に懲役8年の判決を言い渡した。この判決では過去の量刑との公平性を重視し、「従来の傾向を変えるような場合には、具体的に説得力をもって理由が示される必要がある」としている。これ以降、裁判員裁判での求刑超え判決は減少傾向にある。
- 2012年7月30日 - 大阪市平野区で発達障害者（アスペルガー症候群）が姉を殺害した事件（平野区市営住宅殺人事件）で、大阪地裁の懲役20年（求刑懲役16年）。控訴審では懲役14年に減刑。最高裁で確定
- 2012年8月7日 - ストーカー男性による、元同僚女性宅への放火・殺人未遂事件の裁判員裁判で、大阪地裁の懲役19年（求刑懲役18年）
- 2012年11月8日 - 2011年11月に兵庫県伊丹市で発生した交通死傷事故の裁判で、神戸地裁の懲役16年（求刑懲役15年）
- 2013年7月19日 - タレント・江頭2:50の全裸事件（公然わいせつ罪）で、東京簡易裁判所の罰金20万円の略式命令（求刑罰金10万円）
- 2015年6月5日 - 4歳の娘を虐待し、傷害罪に問われた母親の裁判で、福岡地方裁判所小倉支部の懲役8月・保護観察付き執行猶予2年（求刑罰金20万円）。罰金刑の求刑に対し、懲役刑が言い渡されたケース。
- 2016年1月25日 - 青森県平内町で兄を殺害した男（事件当時66歳）に対する裁判員裁判で、青森地方裁判所の懲役12年判決（求刑懲役11年）。同年6月2日、控訴棄却。上告せず確定
- 2016年3月18日 - 静岡県湖西市で放火して母親を殺害した男に対する裁判員裁判で、静岡地方裁判所浜松支部の懲役10年判決（求刑懲役9年）。検察・弁護側双方が心神耗弱を争わなかったが、判決ではこれを退け、完全責任能力を認めた。同年10月18日、控訴棄却。2017年2月15日、上告棄却、確定
- 2018年12月25日 - 滋賀県近江八幡市で男性を監禁し、衰弱の上殺害した事件の被告人のうち1人の裁判員裁判で、大津地方裁判所は懲役20年判決（求刑懲役18年）。2019年8月23日、控訴棄却判決。2020年6月12日、上告棄却、確定
- 2019年6月12日 - 千葉県柏市で銀行員の男が妻を殺害した事件で、犯行を手助けしたとして殺人幇助の罪に問われた銀行員の母親の裁判員裁判で、千葉地方裁判所は懲役7年判決（求刑懲役6年）。同年12月10日、東京高裁で求刑どおり懲役6年に減軽判決
- 2021年5月28日 - 兵庫県姫路市の県営住宅で男が交際相手を殺害した事件で、殺人罪に問われた男の裁判員裁判で、神戸地方裁判所姫路支部は懲役22年判決（求刑20年）。
- 2021年7月29日 - 出会い系サイトで知り合った女性7名を脅して、福岡県福岡市の山中で手足を縛って性的暴行を加えるなどした事件で、強盗・強制性交等、強制わいせつ致傷などの罪に問われた男の裁判員裁判で、福岡地方裁判所は懲役16年と懲役25年を合わせた懲役41年判決（求刑40年）。
- 2021年8月5日 - 千葉県浦安市で軽乗用車を飲酒運転し、大学生の乗るバイクに衝突した後、大学生を約1.4キロ引きずり殺害した事件の加害者の男の裁判員裁判で、千葉地方裁判所は殺人罪の成立を認めた上で懲役16年判決（求刑15年）。

### 有期懲役の求刑に対する無期懲役判決の例
なお、記載のない限り、最終的な量刑は未確認。
- 1947年5月30日 - 水戸地方裁判所（矢口裁判長）

茨城県緑岡村（現・水戸市）の一家4人殺人放火事件で男に無期懲役判決（求刑は懲役15年）
- 1947年9月18日 - 奈良地方裁判所（玉置裁判長）

強盗団が起こした奈良・和歌山両県にまたがる強盗殺人・強盗致死各1件（3人死亡）、強盗傷人3件、強盗5件、窃盗8件。メンバーの1人の16歳少年に無期懲役判決（求刑は懲役10年以上15年以下）。主犯は一審死刑、控訴審無期懲役判決
- 1948年12月21日 - 福島地方裁判所平支部（現・いわき支部）（裁判長不明）  共犯者と共に祖父母を殺害し、尊属殺人・強盗殺人罪に問われた犯行時15歳の少年に死刑相当の無期懲役判決（求刑は懲役15年）。控訴審の仙台高等裁判所（江場盛次裁判長）も1949年4月27日、無期懲役判決。上告せず確定。

- 1949年4月16日 - 岡山地方裁判所（宮本裁判長）

公金横領隠蔽のため、岡山市の味噌会社放火事件をはじめ、兵庫県や岡山県でピストル強盗等を起こした2人に対し無期懲役判決（求刑は各懲役15年）。事件による死者はゼロ。共犯3人もいずれも求刑超え判決
- 1951年1月19日 - 広島地方裁判所（藤堂裁判長）

広島市の信用組合に押し入り、事務員を手斧で殴打して重傷を負わせた強盗致傷事件で、男に無期懲役判決（求刑は懲役10年）。共犯として起訴された男性には無罪判決（求刑は懲役8年）
- 1951年3月7日 - 仙台地方裁判所古川支部（石井裁判長）

宮城県石越村（現・登米市）で起きた19歳少女（妊婦）殺害事件で、嘱託殺人罪の主張を退け、交際相手に無期懲役判決（求刑は懲役15年）。被告人が控訴し、同年11月17日、仙台高等裁判所（大野裁判長）は一審判決を破棄、一審の求刑と同じ懲役15年判決
- 1951年9月27日 - 千葉地方裁判所（石井(謹)裁判長）

千葉県船橋市で起きたブローカー強盗殺人事件で、犯行グループの1人に無期懲役判決（求刑は懲役15年）。控訴。主犯は一審死刑、控訴審無期懲役判決
- 1954年12月1日 - 千葉地方裁判所（石井(麻)裁判長）

千葉県船橋市で起きた義兄ら3人殺傷事件（1人死亡）で男に無期懲役判決（求刑は懲役15年）
- 1956年3月26日 - 横浜地方裁判所横須賀支部（上泉裁判長）

神奈川県横須賀市で元交際相手の母親と婚約者にガソリンをかけて焼殺した男に無期懲役判決（求刑は懲役15年）
- 1959年4月28日 - 福島地方裁判所（菅野保之裁判長）

福島県保原町（現・伊達市）で好意を抱いていた女子高生を殺害した元同級生に無期懲役判決（求刑は懲役15年）。犯行時17歳で、少年法51条適用。一審で確定
- 1960年12月30日 - 琉球中央巡回裁判所（宮城裁判長）

アメリカ占領下の那覇市で起きた民家押し込み強盗致死事件（1人死亡）で男に無期懲役判決（求刑は懲役15年）
- 1964年3月27日 - 静岡地方裁判所浜松支部（永淵芳夫裁判長）

静岡県浜松市で成人の主犯と共に暴力団幹部を射殺した19歳少年に無期懲役判決（求刑は懲役5年以上10年以下）。控訴。主犯も求刑通り無期懲役判決。判決では主犯と被害者との個人的確執との主張を退け、組織ぐるみの犯行であることを示唆。暴力団に対する極めて痛烈な批判が述べられている
- 1965年7月2日 - 水戸地方裁判所（吉田裁判長）

少年3人組による茨城県日立市タクシー運転手射殺事件で、主犯格の16歳少年（高校1年生）に対し「成人ならば当然死刑」として、死刑を選択の上、少年法51条を適用し無期懲役判決（求刑は懲役15年）
- 1969年1月31日 - 浦和地方裁判所（須賀健次郎裁判長）

埼玉県蕨市の母子3人通り魔殺傷事件（2人死亡）で、死刑相当とした上、刑法40条（いん唖者の罪の軽減。現在は廃止）を適用して無期懲役判決（求刑は懲役15年）。1970年10月5日に上告棄却決定が出ているが、最終的な量刑は未確認
- 1969年7月18日 - 高知地方裁判所（白石裁判長）

高知県東津野村（現・津野町）で起きたタクシー運転手強盗殺人事件で、犯行時17歳の少年に対し、「本来なら死刑が相当」として、死刑を選択の上、少年法51条を適用し無期懲役判決（求刑は懲役15年）
- 2006年2月17日 - 長崎地方裁判所（林秀文裁判長）

長崎県対馬で起きた強盗殺人事件で、犯行グループの1人の男に無期懲役判決（求刑は懲役15年）。同年10月19日、福岡高等裁判所（濱崎裕裁判長）は控訴棄却判決。2007年6月25日、最高裁判所第三小法廷（近藤崇晴裁判長）は上告棄却決定。無期懲役が確定。共犯2人も求刑通り無期懲役判決、いずれも最高裁で確定
- 2016年2月29日 - 宮崎地方裁判所（瀧岡俊文裁判長）

宮崎市の女性殺人・死体損壊・遺棄事件の裁判員裁判で、主犯の男に無期懲役判決（求刑は懲役25年）。2017年4月27日、福岡高等裁判所宮崎支部（根本渉裁判長）は一審判決を破棄、求刑どおり懲役25年判決。2018年10月3日、最高裁判所第一小法廷（木澤克之裁判長）は上告棄却決定。懲役25年が確定

### 無期懲役の求刑に対する死刑判決の例
- 1946年11月14日 - 大阪地方裁判所（松本(圭)裁判長）

知人夫婦殺傷事件で男に死刑判決。最終的な量刑は未確認
- 1947年7月8日 - 秋田地方裁判所（小森裁判長）

強盗殺人事件で20歳の男に死刑判決。1947年12月12日、仙台高等裁判所秋田支部は無期懲役判決。確定
- 1949年12月28日 - 津地方裁判所（坂本裁判長）

伯母・妻子殺傷（3人殺害）の男に死刑判決。1950年6月12日、名古屋高等裁判所は無期懲役判決。確定
- 1957年3月20日 - 仙台地方裁判所（山田裁判長）

米兵に対する3件の連続強盗致死傷（1人死亡）と日本人女性強盗殺人放火事件（1人殺害）で、黒人米兵Bと愛人女性Sに死刑判決。1958年3月12日、仙台高等裁判所（籠倉裁判長）は両名に無期懲役。愛人Sは確定。米兵Bは上告したが、1958年10月2日に最高裁判所第一小法廷（齋藤悠輔裁判長）で上告棄却決定を受け確定。
- 1957年12月28日 - 東京地方裁判所八王子支部（滝沢裁判長）

8歳少女への強姦・殺人事件で27歳の男に死刑判決。当初より殺意を否認しており、一旦控訴したが、1958年7月11日、控訴を取り下げ死刑確定

## 弁護側求刑
裁判員裁判で、弁護側が被告人が有罪であることを争わない事件においては、弁護側も被告人に対して適正と考える刑罰を最終弁論において述べることが増えている。ただし、弁護側が検察側の求刑を無条件に追認したり、検察側よりも重い刑を求めたりすることは、弁護士職務基本規程第46条により出来ない。検察側の懲役30年の求刑に対して、弁護側が死刑を求めたなどの事例が該当し、この場合、担当した弁護士は日本弁護士連合会ないしは所属弁護士会による懲戒処分の対象となる。
検察側の求刑と同様、何らの拘束力も持たないため、弁護側の求刑を下回る判決も違法ではなく、実際弁護側求刑を下回る判決も存在する。

### 弁護側求刑を下回る判決の例
- 2012年2月10日　宇都宮地方裁判所　殺人未遂事件で懲役4年6か月（弁護側求刑懲役5年6か月。検察側求刑は懲役8年）